# Internationaux de Tennis de Vendee 2013
L'Internationaux de Tennis de Vendee 2013 è stato un torneo di tennis facente parte della categoria ATP Challenger Tour nell'ambito dell'ATP Challenger Tour 2013. È stata la 1ª edizione del torneo che si è giocato a Mouilleron-le-Captif in Francia dal 14 al 20 ottobre 2013 su campi in cemento indoor e aveva un montepremi di $64,000+H.

## Partecipanti singolare

### Teste di serie
| Nazionalità | Giocatore       | Ranking* | Testa di serie |
| ----------- | --------------- | -------- | -------------- |
| Francia     | Michaël Llodra  | 57       | 1              |
| Francia     | Nicolas Mahut   | 69       | 2              |
| Francia     | Guillaume Rufin | 94       | 3              |
| Francia     | Marc Gicquel    | 105      | 4              |
| Canada      | Frank Dancevic  | 137      | 5              |
| Ucraina     | Illja Marčenko  | 139      | 6              |
| Germania    | Dustin Brown    | 140      | 7              |
| Germania    | Michael Berrer  | 164      | 8              |

- Ranking al 30 settembre 2013.

### Altri partecipanti
Giocatori che hanno ricevuto una wild card:
- Michaël Llodra
- Hugo Nys
- Lucas Pouille
- Maxime Teixeira

Giocatori che sono passati dalle qualificazioni:
- Andrés Artunedo Martinavarr
- Stéphane Bohli
- Andrej Martin
- Tim Pütz
- Vincent Millot (lucky loser)

## Vincitori

### Singolare
Michael Berrer ha battuto in finale  Nicolas Mahut con il punteggio di 1–6, 6–4, 6–3.

### Doppio
Fabrice Martin /  Hugo Nys hanno battuto in finale  Henri Kontinen /  Adrián Menéndez Maceiras con il punteggio di 3–6, 6–3, [10–8].